# 马诺斯·哈吉达基斯
马诺斯·哈吉达基斯（Manos Hatzidakis；也拼写为Hadjidakis；1925年10月23日—1994年6月15日）是一位希腊作曲家和音乐理论家，对现代希腊音乐影响深远。1960年，他凭借电影《痴漢豔娃》中的的同名歌曲获得奥斯卡最佳原创歌曲奖。

## 生平
1925年10月23日。他出生于希腊克桑西，四岁开始学钢琴。父母离婚后，他随母亲在雅典生活。他在希腊成名，创作了《All Alone Am I》等作品。1966年至1972年间旅居美国。他于1994年6月15日在雅典因急性肺水肿去世。